# 花巻かおり
花巻 かおり（はなまき かおり）は静岡県焼津市出身・静岡市在住の小説家。

## 経歴
「赤い傘」で第三十二回すばる文学賞（佳作）を受賞してデビュー。

## 作品リスト
- 「赤い傘」